# 環境設計学科
環境設計学科（かんきょうせっけいがっか）は、大学の学科のひとつ。

## 設置されている大学
九州大学芸術工学部にある。この九州大学の学科では建築と都市、造園さらに自然といった建設学と自然科学、環境デザイン学とを総合的に学び研究し、その上で建築や都市、造園といった空間の設計の実践的教育がなされている。

## 環境設計学科に類する学科を設置する大学
- 埼玉大学経済学部 - 社会環境設計学科がある。こちらでは経済学をベースに環境設計の教育と研究がなされている。